# قطب علمی
قطب علمی عنوانی است که وزارت علوم، تحقیقات و فناوری در ایران به هر گروه علمی که دارای فعالیت‌های برجسته‌ای در زمینه آموزشی، پژوهشی، همکاری‌های علمی و بین‌المللی بوده و از استانداردهای علمی بالا برخوردار باشد، می‌دهد.
لیست کامل قطب‌های علمی کشور که البته تنها تا تاریخ ۲۱ دی ۱۳۹۵ به روز شده است، از سایت وزارت علوم از طریق این آدرس در دسترس است. از آنجا که این لیست به روز نیست امکان دارد لیست قطب‌های علمی دچار تغییراتی شده باشد.

## نمونه‌های قطب‌های علمی ایران
- دانشکده مهندسی برق دانشگاه صنعتی امیرکبیر به عنوان قطب علمی قدرت
- دانشکده مهندسی برق دانشگاه صنعتی امیرکبیر به عنوان قطب علمی سامانه‌های مخابرات رادیویی فرکانس بالا
- دانشکده مهندسی برق دانشگاه صنعتی امیرکبیر به عنوان قطب علمی کنترل و رباتیک
- دانشکده مهندسی برق دانشگاه صنعتی امیرکبیر به عنوان قطب علمی سامانه‌های پردازش دیجیتال
- دانشکده مهندسی مکانیک دانشگاه صنعتی امیرکبیر به عنوان قطب علمی انرژی و کنترل
- دانشکده مهندسی مکانیک دانشگاه صنعتی امیرکبیر به عنوان قطب علمی ترموالاستیسیته
- دانشکده مهندسی مکانیک دانشگاه صنعتی امیرکبیر به عنوان قطب علمی فرآیندهای شکل دهی مواد
- دانشکده مهندسی مکانیک دانشگاه صنعتی امیرکبیر به عنوان قطب علمی سازه‌ها و سامانه‌های دینامیکی هوشمند
- دانشکده مهندسی پزشکی دانشگاه صنعتی امیرکبیر به عنوان قطب علمی بیومتریال
- دانشکده مهندسی پزشکی دانشگاه صنعتی امیرکبیر به عنوان قطب علمی بیومکانیک
- دانشکده مهندسی شیمی دانشگاه صنعتی امیرکبیر به عنوان قطب علمی پتروشیمی
- دانشکده مهندسی هوافضا دانشگاه صنعتی امیرکبیر به عنوان قطب علمی مهندسی هوافضای محاسباتی
- دانشکده مهندسی عمران دانشگاه صنعتی امیرکبیر به عنوان قطب علمی مقاوم‌سازی و بهینه‌سازی ابنیه، ساختگاه‌ها و شریان‌های حیاتی
- دانشکده مهندسی نساجی دانشگاه صنعتی امیرکبیر به عنوان قطب علمی هویت یابی‌های نوین در صنعت نساجی
- دانشکده مهندسی نساجی دانشگاه صنعتی امیرکبیر به عنوان قطب علمی سازه‌های الیافی متعامل و بهبود محیط
- دانشکده مهندسی پلیمر و رنگ دانشگاه صنعتی امیرکبیر به عنوان قطب علمی سامانه‌های پلیمری نانو و هوشمند
- دانشکده تربیت بدنی و علوم ورزشی دانشگاه گیلان به عنوان قطب علمی ورزش و تندرستی ایران [۱]
- پژوهشکده فناوری نانو دانشگاه صنعتی نوشیروانی بابل به عنوان قطب علمی فناوری نانو در آب [۲]
- دانشکده علوم انسانی دانشگاه تربیت مدرس به عنوان "قطب علمی جغرافیای سیاسی"
- دانشکده مهندسی کامپیوتر دانشگاه صنعتی شریف بعنوان قطب علمی توسعه نرم افزار و محیط و آزمایشگاه رایانه‌ای
- دانشکده ادبیات و علوم انسانی دانشگاه بیرجند بعنوان قطب علمی زبان و ادبیات فارسی و عربی
- دانشکده ادبیات و علوم انسانی دانشگاه بیرجند بعنوان قطب علمی علوم سیاسی و اداری
- دانشکده مهندسی مواد دانشگاه صنعتی اصفهان به عنوان قطب علمی متالوژی و نانومواد
- دانشکده مهندسی مکانیک دانشگاه صنعتی اصفهان به عنوان قطب علمی مکانیک سیالات
- دانشکده شیمی دانشگاه صنعتی اصفهان به عنوان قطب علمی شیمی
- دانشکده مهندسی کشاورزی دانشگاه صنعتی اصفهان به عنوان قطب علمی مهندسی کشاورزی
- دانشکده مهندسی عمران دانشگاه صنعتی اصفهان به عنوان قطب علمی هیدرولیک و سازه های هیدرولیکی
- دانشکده مهندسی مکانیک دانشگاه صنعتی شریف به عنوان قطب علمی طراحی، رباتیک و اتوماسیون (CEDRA)[۳]
- دانشکده مهندسی مکانیک دانشگاه صنعتی شریف به عنوان قطب علمی تبدیل انرژی (CEEC)[۳]
- دانشکده مهندسی مکانیک دانشگاه صنعتی شریف به عنوان قطب علمی هیدرودینامیک و دینامیک شناورهای دریایی[۳]
- دانشکده مهندسی عمران دانشگاه صنعتی شریف به عنوان قطب علمی سازه و مهندسی زلزله[۳]
- دانشکده علوم ریاضی دانشگاه صنعتی شریف به عنوان قطب علمی ریاضی[۳]
- دانشکده مهندسی برق دانشگاه صنعتی شریف به عنوان قطب علمی سیستم‌های مخابراتی[۳]
- دانشکده مهندسی برق دانشگاه صنعتی شریف به عنوان قطب علمی رمز[۳]
- دانشکده مهندسی برق دانشگاه صنعتی شریف به عنوان قطب علمی مدیریت و کنترل شبکه قدرت[۳]
- دانشکده فیزیک دانشگاه صنعتی شریف به عنوان قطب علمی ماده چگال و سامانه های پیچیده[۳][۴]
- دانشکده مهندسی هوافضا دانشگاه صنعتی شریف به عنوان قطب علمی سامانه‌های هوافضایی (هواپیما، موشک و ماهواره)[۳]
- دانشکده مهندسی و علم و مواد دانشگاه صنعتی شریف به عنوان قطب علمی روش‌های جدید تولید و شکل‌دهی مواد
- پژوهشکده علوم و فناوری نانو دانشگاه صنعتی شریف به عنوان قطب علمی مواد نانوساختار: فرآوری و کاربردها
- پژوهشکده زیست فناوری و محیط زیست دانشگاه صنعتی شریف به عنوان قطب علمی مهندسی فرآیندهای زیستی
- دانشکده معدن، نفت و ژئوفیزیک دانشگاه صنعتی شاهرود به عنوان قطب علمی اکتشاف-استخراج معدن و ژئومکانیک نفت
- بخش مهندسی معدن دانشگاه شهید باهنر کرمان به عنوان قطب علمی فرآوری مواد معدنی
- دانشکده فنی و مهندسی دانشگاه تربیت مدرس به عنوان قطب علمی مکانیک سنگ
- دانشکده حقوق دانشگاه شهید بهشتی به عنوان قطب علمی حقوق
- دانشکده مهندسی مکانیک دانشگاه شیراز به عنوان قطب علمی مکانیک محاسباتی
- دانشکده مهندسی مواد و متالورژی دانشگاه علم و صنعت  به عنوان قطب علمی مواد پیشرفته فلزی و سرامیکی
- دانشکده مهندسی مکانیک دانشگاه علم و صنعت به عنوان قطب علمی مکانیک جامدات تجربی و دینامیک
- دانشکده مهندسی برق دانشگاه علم و صنعت به عنوان قطب علمی اتوماسیون و بهره‌برداری سیستم‌های قدرت
- دانشکده مهندسی برق دانشگاه علم و صنعت به عنوان قطب علمی مدلسازی و کنترل سیستم‌های پیچیده
- دانشکده مهندسی عمران دانشگاه علم و صنعت به عنوان قطب علمی پژوهش‌های بنیادین در مهندسی سازه
- دانشکده مهندسی عمران دانشگاه علم و صنعت به عنوان قطب علمی مدیریت روسازی راه، حمل و نقل و ایمنی
- دانشکده فیزیک دانشگاه تهران به عنوان قطب علمی فیزیک ساختار و خواص میکروسکوپی ماده [۵] [۴] [۶] [۷]
- دانشکده مهندسی برق و کامپیوتر دانشگاه تهران به عنوان قطب علمی  کنترل و پردازش هوشمند
- دانشکده مهندسی برق و کامپیوتر دانشگاه تهران به عنوان قطب علمی الکترومغناطیس کاربردی
- دانشکده مهندسی برق و کامپیوتر دانشگاه تهران به عنوان قطب علمی  الکترونیک و نانوالکترونیک
- دانشکده مهندسی مکانیک دانشگاه تهران به عنوان قطب علمی کاربرد روشهای هوشمند و تجربی در مهندسی مکانیک
- دانشکده مهندسی عمران دانشگاه تهران به عنوان قطب علمی مهندسی و مدیریت زیرساختهای عمرانی
- دانشکده مهندسی نقشه‌برداری دانشگاه تهران به عنوان قطب علمی مهندسی نقشه‌برداری و مقابله با سوانح طبیعی
- دانشکده مهندسی متالورژی دانشگاه تهران به عنوان قطب علمی سطح و حفاظت از خوردگی در صنایع
- دانشکده معماری دانشگاه تهران به عنوان قطب علمی فناوری معماری
- دانشگاه صنعتی خواجه نصیرالدین طوسی به عنوان قطب علمی کنترل صنعتی[۸] دانشگاه صنعتی خواجه نصیرالدین طوسی به عنوان قطب علمی محاسبه و مشخصه‌یابی افزاره‌ها و زیرسیستم‌های الکترومغناطیسی[۹]

- دانشکده مهندسی عمران و نقشه‌برداری دانشگاه صنعتی خواجه نصیرالدین طوسی به عنوان قطب علمی مهندسی فناوری اطلاعات مکانی[۱۰]
- دانشکده مهندسی مکانیک دانشگاه صنعتی خواجه‌نصیرالدین طوسی به عنوان قطب عملی رباتیک و کنترل
- دانشکده مهندسی هوافضا دانشگاه صنعتی خواجه‌نصیرالدین طوسی به عنوان قطب عملی طراحی و شبیه‌سازی سامانه‌های فضایی[۱۱]
- گروه زبان و ادبیات فارسی دانشکده ادبیات و علوم انسانی دانشگاه شیراز به عنوان قطب علمی «پژوهش‌های فرهنگی و ادبی فارس»